# Phedimus takesimensis
Phedimus takesimensis är en fetbladsväxtart som först beskrevs av Takenoshin Nakai, och fick sitt nu gällande namn av H. 't Hart. Phedimus takesimensis ingår i släktet fetblad, och familjen fetbladsväxter. Inga underarter finns listade i Catalogue of Life.

## Bildgalleri

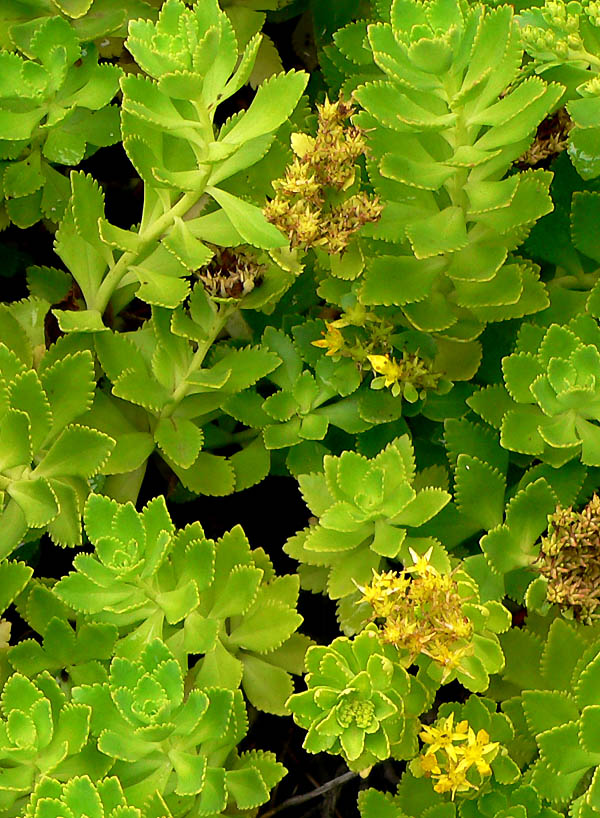
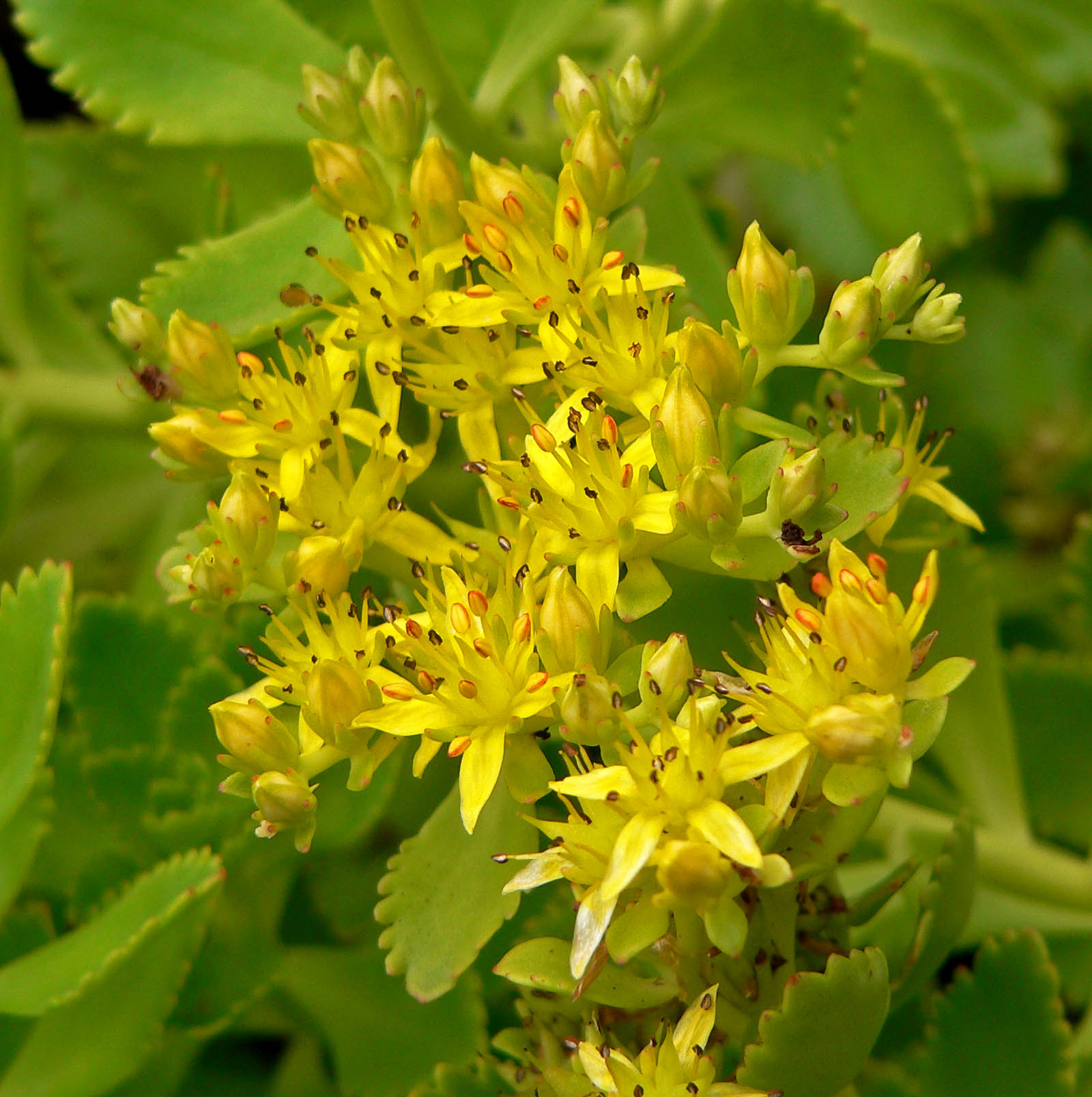
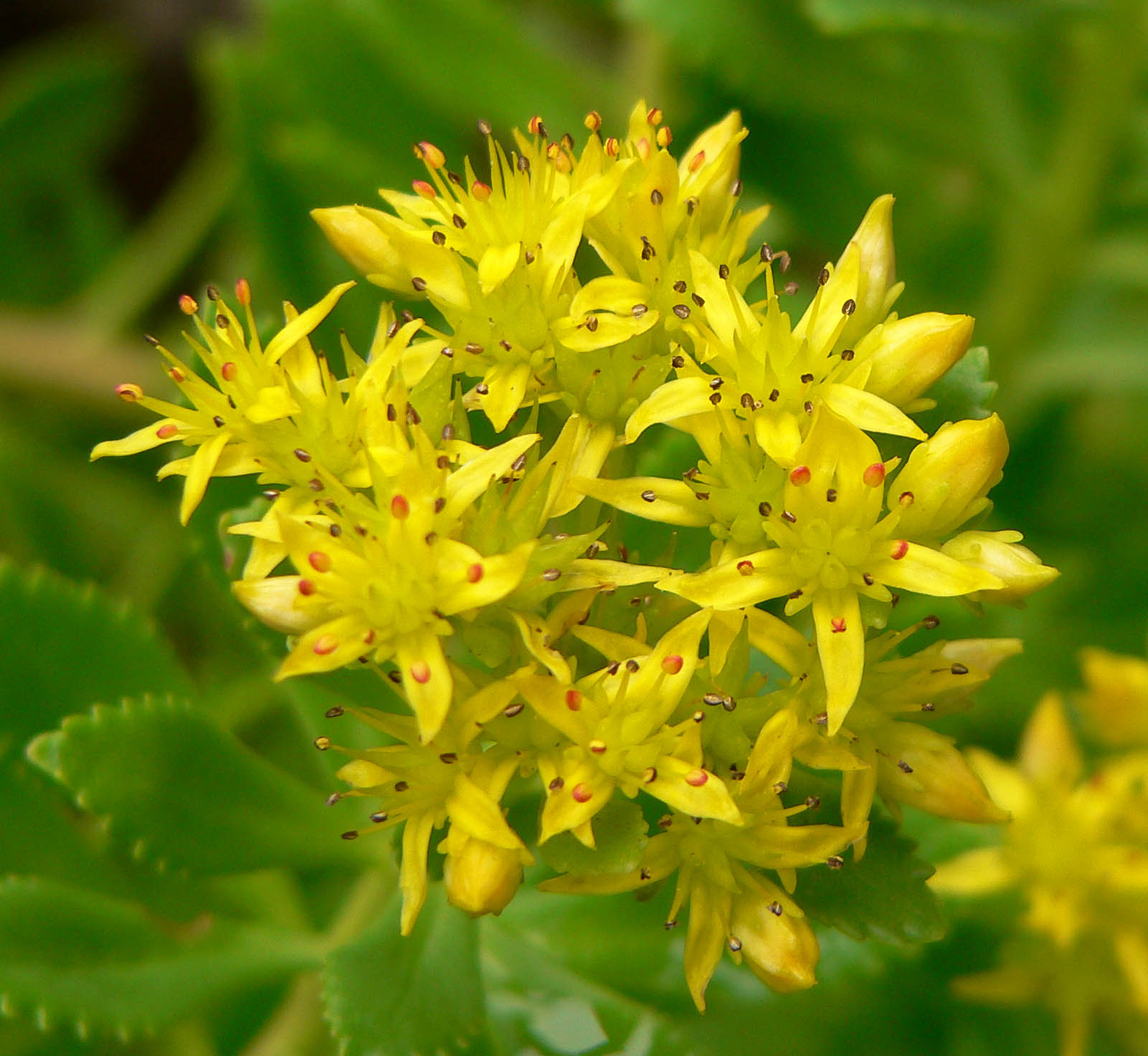